# Курганские башкиры
Курганские башкиры — этнографическая группа башкир, проживающие на территории Курганской области. Являются одним из автохтонных народов региона.
Язык представителей данной этнографической группы относится к восточному диалекту башкирского языка.

## История
Ялано-катайские башкиры в основном населяли территорию нынешнего Альменевского района Курганской области: населённые пункты Танрыкулово, Сулейманово, Куйбаково, Ильясово, Гаитово, Подъясово, Юламаново, Бухарово, Зейнигабдиново и Казаккулово, а также смешанно с башкирами-припущенниками в деревнях Искандарово, Манатово, Аскарово, Штаново, Шарипово, Убалино и Байганино. Их вотчинные земли простирались от озера Балсыкты в направлении юго-востока.
Башкиры родов калмак, сарт и табын были расселены на территории современных Сафакулевского и Щучанского районов. Земли сартовских башкир простирались от озера Балсыкты на север-западе до озера Буташ на юго востоке. Башкиры-сарты жили в деревнях Большое Султаново, Малое Султаново, Баязитово, Сарт-Абдрашево, Мишакаево и Абултаево, а также составляли часть населения сёл Абдульменево и Азналино. Башкиры рода калмак проживали в следующих населённых пунктах Калмак-Абдрашево, Мурзабаево, Шафиево, Аптикаево, Арсланово и кроме того составляли половину населения Абдульменево и Азналино. Башкиры-табынцы жили в деревнях Куйсаново, Бурыл-Айгирево, Бакаево, Бикберды, Мухаметово, Сибишево, Уртеево и Кутлубаево.
Башкиры-айлинцы проживали совместно с другими родами на территории Альменевского и Сафакулевского районов (в деревнях Аскарово, Юламаново, Манатово, Бухарово, Подъясево, Шигаево, Азналино, Баязитово, Сибыш и Абдульменево). Башкиры айле жили также в деревнях Таукаево, Якупово и Апсалямова, ныне на территории Красноармейского района соседней Челябинской области. Культурно и исторически эта группа населения близка к курганским башкирам.
Башкиры-катайцы и сарты-калмаки являлись вотчинниками своих земель, а айлинцы и табынцы заселялись на их землях в качестве припущенников.
С конца XVIII века и до начала XX века Катайская и Сарт-Калмакская волости были в составе Челябинского уезда Оренбургской губернии.
Согласно Постановлению III Всебашкирского учредительного съезда о «Временных, до окончания применения к жизни основных законов, мерах по осуществлению автономного управления Башкурдистана», территория автономии подразделялась на девять кантонов. В её составе под № 8 числился Ичкин-Катайский кантон, который в свою очередь состоял из Ичкинской, Катайской, Сарт-Калмакской и Карасевской волостей. В июне—августе 1918 года по всем волостям прошла мобилизация в Башкирское войско, в ходе которой было мобилизовано 955 человек.
По «Соглашению центральной Советской власти с Башкирским правительством о Советской Автономной Башкирии» от 20 марта 1919 года территории Катайской, Сарт-Абдрашитовской, Сарт-Калмакской и Карасевской волостей вошли в состав Автономной Башкирской Советской Республики, образовав Яланский кантон с центром в д. Тангрикулово.
Яланский кантон был упразднён декретом ВЦИК «О расширении границ Автономной Башкирской Социалистической Советской Республики» от 14 июня 1922 года, а его территория вошла в состав Челябинской губернии.
5 марта 1924 года на территории Карасевской, Сарт-Абдрашитовской и небольшой части Сарт-Калмакской волостей был создан Яланский район, а на территории Катайской, Ичкинской и большой части Сарт-Калмакской волостей — Катайский район. Эти районы в то время находились в составе Челябинского округа Уральской области.
Согласно постановлениям ВЦИК и СНК от 20 апреля 1930 года, указанные два районы были объединены в один Ялано-Катайский район (с центром в с. Сафакулево). В 1934 году район входит в состав Челябинской области. Согласно Указу Президиума Верховного Совета РСФСР от 17 декабря 1940 года, Ялано-Катайский район делится на два района: Альменевский и Сафакулевский.
В соответствии с Указом Президиума Верховного Совета РСФСР от 6 февраля 1943 года, Сафакулевский и Альменевский районы были включены в состав новообразованной Курганской области.

## Демография и расселение
| Численность башкир субъекта по годам |        |        |        |        |        |
| 1959                                 | 1970   | 1979   | 1989   | 2002   | 2010   |
| 12 748                               | 17 525 | 17 664 | 17 548 | 15 343 | 12 257 |

В 1900 году всё башкирское население Катайской и Сарт-Калмакской волостей составило 14 198 человек обоего пола, которые проживали в 41 деревне.
Согласно переписи 2021 года курганские башкиры проживают в Альменевском районе: Альменево, Алакуль, Байганино, Бороздинка, Бухарово, Зеникай, Искандарово, Казенное, Майлык, Малышево, Мир, Подъясово, Поляна, Танрыкулово, Убалино, Шарипово, Юламаново, в Сафакулевском районе: Абултаево, Аджитарово, Азналино, Бакаево, Баязитово, Белое Озеро, Бикбирды, Боровичи, Бугуй, Бурматово, Калмык-Абдрашево, Камышное, Озёрная, Мартыновка, Мурзабаева, Надеждинка, Сарт-Абдрашево, Сафакулево, Субботино, Сулейманово, Яланское, в Щучанском районе: Арасланова, Сухоборское, Щучье.

## Культурные и общественные организации
- Подразделение Всемирного конгресса башкир — региональная общественная организация «Курултай башкир Курганской области» и его районные подразделения.
- Общественная организации башкир «Курай» г. Курган.

## Известные представители курганских башкир
- Закиров, Салих Закирович (1908—?) — кандидат исторических наук[15].
- Манатов, Шариф Ахметзянович (1887—1936) — государственный и общественный деятель, один из лидеров Башкирского национального движения, Председатель Башкирского Правительства, учёный-востоковед, журналист, социолог.
- Магазов, Гимран Саид-Ягафарович (?—1918), деятель Башкирского национального движения.
- Магазов, Саид-Гирей Саид-Ягафарович (?—1921), деятель Башкирского национального движения.
- Таган, Галимьян Гирфанович (1892—1948) — башкирский этнограф, доктор экономических наук, доктор тюркологии, политик, активный участник Башкирского национального движения.
- Юмаев, Ямалетдин Гималетдинович (1892—?) — башкирский поэт, просветитель.